# مؤسسة القدس الدولية
مؤسسة القدس الدولية منظمة عربية غير ربحية مدنية غير حكومية، تهدف إلى العمل على إنقاذ مدينة القدس والمحافظة على هويتها العربية ومقدساتها الإسلامية والمسيحية وتثبيت سكانها وتعزيز صمودهم، في إطار مهمة تاريخية لتوحيد الأمة بكل أطيافها الدينية والفكرية والثقافية والعرقية من أجل إنقاذ القدس عاصمة فلسطين.